# Grabowiec (wieś w powiecie radzyńskim)
Grabowiec – wieś w Polsce położona w województwie lubelskim, w powiecie radzyńskim, w gminie Kąkolewnica.
| SIMC    | Nazwa    | Rodzaj    |
| ------- | -------- | --------- |
| 0013190 | Grądek   | część wsi |
| 0013209 | Kobylak  | część wsi |
| 0013215 | Krętawki | część wsi |
| 0013221 | Kruszyny | część wsi |
| 0013238 | Pożary   | część wsi |

Wieś była własnością starosty guzowskiego i nowomiejskiego Stanisława Opalińskiego w 1673 roku, leżała w ziemi mielnickiej województwa podlaskiego w 1795 roku. 
W latach 1975–1998 miejscowość należała administracyjnie do województwa bialskopodlaskiego.
Wieś stanowi sołectwo gminy Kąkolewnica. Według Narodowego Spisu Powszechnego z roku 2011 wieś liczyła 513 mieszkańców.
Wierni Kościoła rzymskokatolickiego należą do parafii św. Mikołaja w Międzyrzecu Podlaskim.